# Membres del govern de Hitler
Aquesta és una relació dels membres del govern del Führer alemany Adolf Hitler entre gener de 1933 i l'abril de 1945.

## Gener de 1933
- Adolf Hitler (NSDAP) – Canceller
- Franz von Papen - Vicecanceller
- Konstantin Freiherr von Neurath - Ministre d'Exteriors
- Wilhelm Frick (NSDAP) - Ministre de l'Interior
- Lutz Graf Schwerin von Krosigk - Ministre d'Hisenda
- Alfred Hugenberg (DNVP) - Ministre d'Economia i Alimentació
- Franz Seldte - Ministre de Treball
- Franz Gürtner (DNVP) - Ministre de Justícia
- Werner von Blomberg - Ministre de Defensa
- Paul Freiherr von Eltz-Rübenach - Ministre de Correus i Transport
- Hermann Göring (NSDAP) - Ministre sense Cartera

## Canvis
- Març de 1933: Joseph Goebbels entra al govern com a Ministre de Propaganda.
- Abril de 1933: Franz Seldte esdevé membre del NSDAP; Göring pren la cartera de Ministre d'Aviació.
- Juny de 1933: Kurt Schmitt succeeix a Hugenberg com a Ministre d'Economia. Richard Walther Darré succeeix a Hugenberg com a Ministre d'Alimentació.
- Desembre de 1933: Ernst Röhm i Rudolf Hess entren al Govern Ministres sense Cartera.
- Maig de 1934: Bernhard Rust entra al Govern com a Ministre d'Educació i Ciència.
- Juny de 1934: Hanns Kerrl entra al Govern com a Ministre sense Cartera. Röhm, Ministre sense Cartera, és assassinat.
- Juliol de 1934: Göring pren una nova cartera com a Ministre de Boscos.
- Agost de 1934: Franz von Papen dimiteix com a Vice-Canceller. No és substituït. Hjalmar Schacht succeeix a Schmitt com a Ministre d'Economia.
- Desembre de 1934: Hans Frank entra al Govern com a Ministre sense Cartera.
- Març de 1935: Göring pren una nova cartera com a Comandant en Cap de la Luftwaffe.
- Maig de 1935: El títol de Ministre de Defensa és substituït pel de Ministre de la Guerra. Blomberg reté la cartera.
- Juliol 1935: Hanns Kerrl pren la cartera de Ministre d'Afers Eclesiàstics.
- Abril 1936: Werner von Fritsch, Comandant en Cap del Heer, i Erich Raeder, Comandant en Cap de la Kriegsmarine, s'uneixen al Govern.
- Febrer de 1937: Wilhelm Ohnesorge succeeix a Eltz com a Ministre de Correus. Julius Dorpmüller succeeix a Eltz com a Ministre de Transport.
- Novembre de 1937: Hermann Göring succeeix a Schacht com a Ministre d'Economia. Schacht esdevé Ministre sense Cartera.
- Desembre 1937: Otto Meissner entra al Govern com a Ministre d'Estat i Cap de la Cancelleria.
- Gener 1938: Walter Funk succeeix a Göring com a Ministre d'Economia.
- Febrer de 1938: Joachim von Ribbentrop substitueix a Neurath com a Ministre d'Exteriors. Neurath esdevé Ministre sense Cartera. Blomberg dimiteix com a Ministre de la Guerra i el càrrec és abolit. El seu paper passa a mans del General Wilhelm Keitel com a Director de l'OKW. Walther von Brauchitsch succeeix a Fritsch com a Comandant en Cap del Heer.
- Maig de 1939: Arthur Seyss-Inquart entra al Govern com a Ministre sense Cartera.
- Març de 1940: Fritz Todt esdevé Ministre d'Armament i Munició.
- Gener de 1941: Franz Schlegelberger succeeix a Gürtner com a Ministre de Justícia.
- Maig de 1941: Rudolf Hess és expulsat del Govern.
- Desembre de 1941: Hanns Kerrl, el Ministre d'Afers Eclesiàstics, mor. No és substituït. Hitler personalment agafa el càrrec de Comandant en Cap de la Wehrmacht.
- Febrer de 1942: Albert Speer succeeix a Todt com a Ministre d'Armament i Munició.
- Maig de 1942: Herbert Backe succeeix a Darré com a Ministre d'Alimentació.
- Agost de 1942: Otto Georg Thierack succeeix a Schlegelberger com a Ministre de Justícia.
- Gener 1943: Karl Dönitz succeeix a Raeder com a Comandant en Cap de la Kriegsmarine
- Agost de 1943: Heinrich Himmler succeeix a Frick com a Ministre de l'Interior.
- Juliol de 1944: Schacht deixa el Govern.